# Сердолік Тавріди
Сердолі́к Таврі́ди — десертне біле марочне вино з винограду сорту Ркацителі з додаванням не більше 15 % винограду сорту Трамінер або інших рівноцінних сортів, вирощуваних в Передгірному (Бахчисарайський район) та Степовому (Джанкойський район) дослідних господарствах Інститутом виноградарства і виноробства «Магарач». Випускається з 1982 року. На міжнародних конкурсах вино нагороджене 2 золотими і 2 срібними медалями.
Колір вина від світло-золотистого до золотистого. Спирт 16 % об., цукор 16 г/100 см3, титруєма кислотність 6 г/дм3.

## Виготовлення
Для вироблення вина виноград збирають при цукристості не нижче 22 %, дроблять з гребневідділенням. Виноматеріал готують шляхом настоювання нагрітої до 60—65 °С мезги, підбражування сусла з наступним спиртуванням. Витримують 2 роки, спочатку в бочках, потім в цистернах. На 1-му році проводять купаж, деметалізацію і два відкриті переливання; на 2-му — обклеювання, термічну обробку, фільтрацію і два відкриті переливання.